# 布良斯克区
布良斯克区（俄语：Брянский район）是俄罗斯联邦布良斯克州下辖的一个区，其行政中心为格利尼谢沃。据2016年统计，该区的人口为58435人。